# Batman en el cine
El superhéroe ficticio Batman, que aparece en los cómics estadounidenses publicados por DC Comics, ha aparecido en varias películas desde su creación. Creado por Bob Kane y Bill Finger, el personaje protagonizó dos películas en serie en la década de 1940: Batman y Batman y Robin. El personaje también apareció en la película de 1966 Batman, que fue una adaptación cinematográfica de la serie de televisión de Batman de la década de 1960 protagonizada por Adam West y Burt Ward, quien también protagonizó la película. Hacia fines de la década de 1980, el estudio Warner Bros. comenzó a producir una serie de películas protagonizadas por Batman, comenzando con la película de 1989 Batman, dirigida por Tim Burton y protagonizada por Michael Keaton. Burton y Keaton regresaron para la secuela de Batman Returns en 1992, y en 1995, Joel Schumacher dirigió Batman Forever con Val Kilmer como Batman. Schumacher también dirigió la secuela de Batman & Robin en 1997, protagonizada por George Clooney. Batman y Robin fueron mal recibidos tanto por la crítica como por los fanáticos, lo que llevó a la cancelación de Batman Unchained.
Tras la cancelación de otras dos propuestas cinematográficas, la franquicia se reinició en 2005 con Batman Begins, dirigida por Christopher Nolan y protagonizada por Christian Bale. Nolan volvió a dirigir otras dos entregas a través del lanzamiento de The Dark Knight en 2008 y The Dark Knight Rises en 2012, con Bale retomando su papel en ambas películas. Ambas secuelas ganaron más de 1000 millones de dólares en todo el mundo, lo que convirtió a Batman en la segunda franquicia cinematográfica en tener dos de sus películas ganando más de $1.000 millones en todo el mundo. Conocida como La Trilogía del Caballero de la Noche, la aclamación crítica y el éxito comercial de las películas de Nolan se han acreditado con la restauración de la popularidad generalizada del superhéroe, con la segunda entrega y tercera entrega considerada una de las mejores películas de superhéroes de todos los tiempos. 
la trilogía ha sido considerada influyente.
Después de que Warner Bros. lanzó su propio universo cinematográfico compartido conocido como universo expandido de DC en 2013, Ben Affleck fue elegido para representar a Batman en la nueva franquicia expansiva, apareciendo por primera vez en 2016 con la película Batman v Superman: Dawn of Justice, dirigida por Zack Snyder. La película ayudaría a comenzar una secuencia de nuevas adaptaciones de DC Comics, incluyendo Liga de la Justicia, una película cruzada con otros personajes de DC Comics, en 2017, y una película aparte de Batman dirigida por Matt Reeves, con Robert Pattinson en el papel. Fuera del DCUE, Dante Pereira-Olson aparece como Bruce Wayne en la película Joker de 2019, dirigida por Todd Phillips.
La serie ha recaudado más de $4990 millones de dólares en la taquilla mundial, lo que la convierte en la undécima franquicia de películas con mayor recaudación de todos los tiempos. Batman también ha aparecido en múltiples películas animadas, tanto como protagonista y como personaje de conjunto. Mientras que la mayoría de las películas animadas se lanzaron directamente para video, la película animada de 1993 Batman: Mask of the Phantasm, basada en la década de 1990 Batman: la serie animada, fue estrenada teatralmente. Con un total de US$2,407,708,129, la serie de Batman es la quinta serie de películas con mayor recaudación en América del Norte.

## Películas
| Película                           | Fecha de estreno de los EE. UU. | Actor               | Director              | Historia por                                        | Guionista(s)                                               | Productor(es)                                          | Distribuidor(es)  |
| ---------------------------------- | ------------------------------- | ------------------- | --------------------- | --------------------------------------------------- | ---------------------------------------------------------- | ------------------------------------------------------ | ----------------- |
| Batman                             | 16 de julio de 1943             | Lewis Wilson        | Lambert Hillyer       | Victor McLeod, Leslie Swabacker y Harry L. Fraser   | Victor McLeod, Leslie Swabacker y Harry L. Fraser          | Rudolph C. Flothow                                     | Columbia Pictures |
| Batman y Robin                     | 26 de junio de 1949             | Robert Lowery       | Spencer Gordon Bennet | George H. Plympton, Joseph F. Poland y Real K. Cole | George H. Plympton, Joseph F. Poland y Real K. Cole        | Sam Katzman                                            | Columbia Pictures |
| Batman: La Película                | 30 de julio de 1966             | Adam West           | Leslie H. Martinson   | Lorenzo Semple, Jr.                                 | Lorenzo Semple, Jr.                                        | William Dozier                                         | 20th Century Fox  |
| Batman                             | 23 de junio de 1989             | Michael Keaton      | Tim Burton            | Sam Hamm                                            | Sam Hamm, Warren Skaaren, Charles McKeown y Jonathan Gemas | Peter Guber, Jon Peters y Chris Kenny                  | Warner Bros.      |
| Batman Returns                     | 19 de junio de 1992             | Michael Keaton      | Tim Burton            | Daniel Aguas                                        | Daniel Waters y Wesley Strick                              | Tim Burton, Denise Di Novi y Larry Franco              | Warner Bros.      |
| Batman Forever                     | 16 de junio de 1995             | Val Kilmer          | Joel Schumacher       | Lee Batchler y Janet Scott-Batchler                 | Akiva Goldsman                                             | Peter MacGregor-Scott y Tim Burton                     | Warner Bros.      |
| Batman y Robin                     | 20 de junio de 1997             | George Clooney      | Joel Schumacher       | Akiva Goldsman                                      | Akiva Goldsman                                             | Peter MacGregor-Scott                                  | Warner Bros.      |
| Batman Begins                      | 25 de junio de 2005             | Christian Bale      | Christopher Nolan     | David S. Goyer                                      | Christopher Nolan y David S. Goyer                         | Charles Roven, Emma Thomas y Larry Franco              | Warner Bros.      |
| The Dark Knight                    | 18 de julio de 2008             | Christian Bale      | Christopher Nolan     | Christopher Nolan y David S. Goyer                  | Jonathan Nolan y Christopher Nolan                         | Emma Thomas, Charles Roven y Christopher Nolan         | Warner Bros.      |
| The Dark Knight Rises              | 20 de julio de 2012             | Christian Bale      | Christopher Nolan     | Christopher Nolan y David S. Goyer                  | Jonathan Nolan y Christopher Nolan                         | Emma Thomas, Charles Roven y Christopher Nolan         | Warner Bros.      |
| Batman v Superman: Dawn of Justice | 25 de marzo de 2016             | Ben Affleck         | Zack Snyder           | Chris Terrio y David S. Goyer                       | Chris Terrio y David S. Goyer                              | Charles Roven y Deborah Snyder                         | Warner Bros.      |
| Escuadrón Suicida                  | 5 de agosto de 2016             | Ben Affleck         | David Ayer            | David Ayer                                          | David Ayer                                                 | Charles Roven y Richard Suckle                         | Warner Bros.      |
| Liga de la Justicia                | 17 de noviembre de 2017         | Ben Affleck         | Zack Snyder           | David S. Goyer, Zack Snyder y Chris Terrio          | Chris Terrio, Joss Whedon                                  | Charles Roven, Deborah Snyder, Jon Berg y Geoff Johns  | Warner Bros.      |
| Joker                              | 4 de octubre de 2019            | Dante Pereira-Olson | Todd Phillips         | Todd Phillips y Scott Silver                        | Todd Phillips y Scott Silver                               | Todd Phillips, Bradley Cooper y Emma Tillinger Koskoff | Warner Bros.      |
| Zack Snyder's Justice League       | 18 de marzo de 2021             | Ben Affleck         | Zack Snyder           | Zack Snyder y Chris Terrio                          | Chris Terrio                                               | Charles Roven y Deborah Snyder                         | Warner Bros.      |
| The Batman                         | 4 de marzo de 2022              | Robert Pattinson    | Matt Reeves           | Matt Reeves                                         | Matt Reeves                                                | Geoff Johns, Jon Berg, Ben Affleck y Reeves Mate       | Warner Bros.      |
| The Brave and The Bold             | TBA                             | TBA                 | Andy Muschietti       |                                                     |                                                            | Bárbara Muschietti, James Gunn y Peter Safran          | Warner Bros.      |

## Series

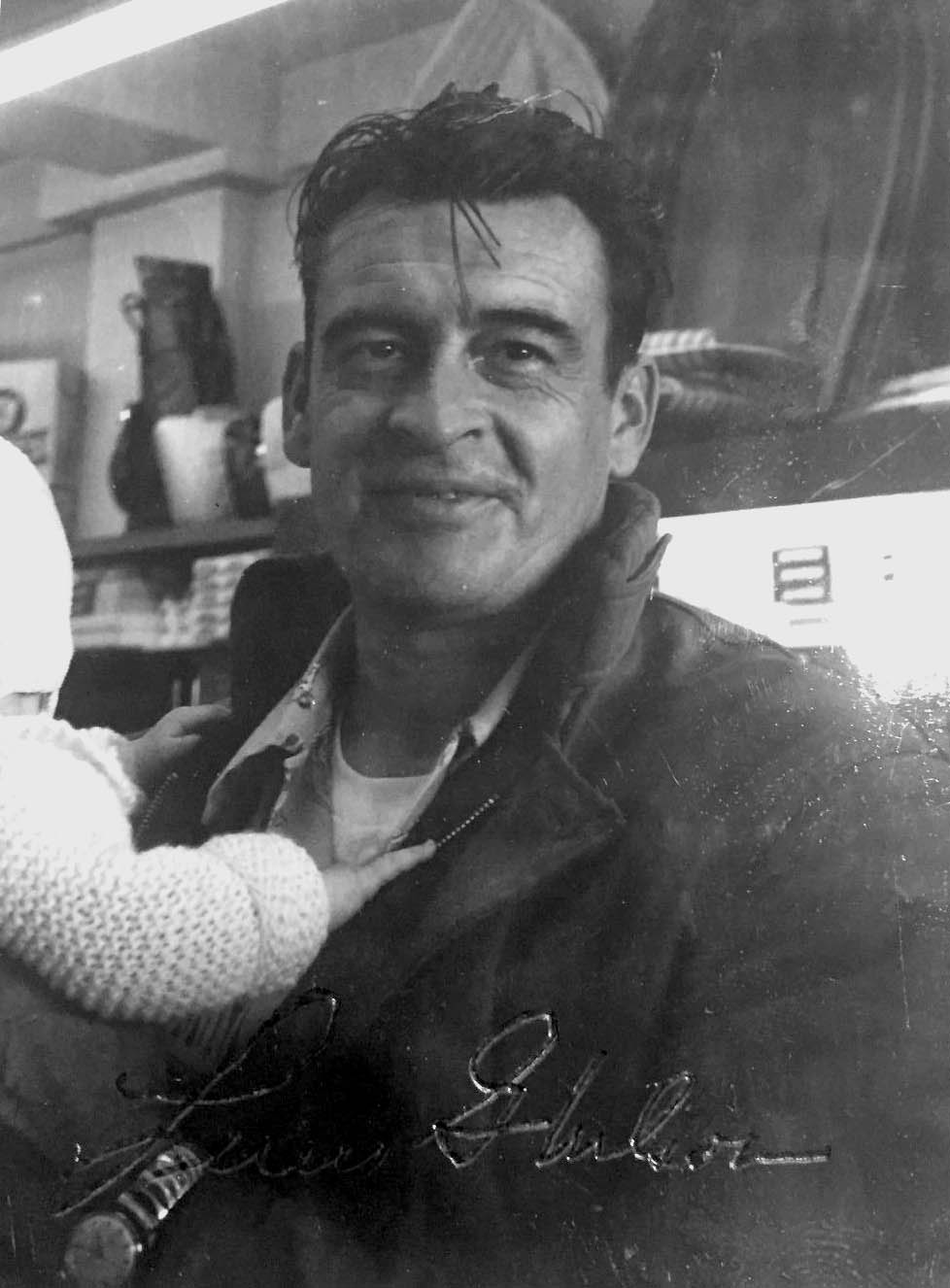
Lewis Wilson interpretó a Batman en la primera aparición cinematográfica del personaje en la película seriada Batman de 1943.

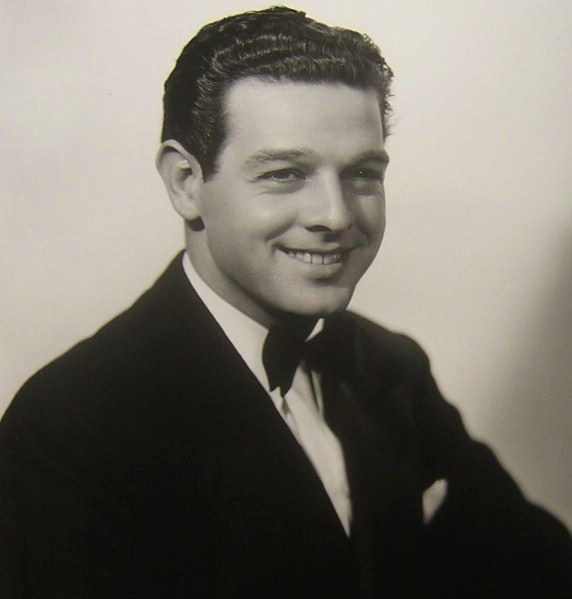
Robert Lowery interpretó a Batman en la segunda aparición cinematográfica del personaje en una película seriada 1949, Batman y Robin.

### Batman(1943)
Batman fue una película en serie de 15 capítulos lanzada en 1943 por Columbia Pictures y fue la primera aparición del personaje de cómic en la película. La serie protagonizada por Lewis Wilson como Batman y Douglas Croft como Robin. Siendo una producción de la época de la Segunda Guerra Mundial, la serie de películas como muchas de este período se usó como propaganda de tiempos de guerra y tuvo una tendencia anti-japonesa con J. Carrol Naish interpretando al villano japonés, un personaje original llamado Dr. Daka. Completando el reparto se encontraban Shirley Patterson como Linda Page (el interés amoroso de Bruce Wayne), y William Austin como Alfred. La trama se basa en Batman, un agente del gobierno de EE. UU., Que intenta derrotar al agente japonés Dr. Daka, en el apogeo de la Segunda Guerra Mundial.
La película es notable por ser la primera aparición filmada de Batman y por proporcionar dos elementos centrales de los mitos de Batman. La película presentó "La cueva del murciélago" y la entrada del reloj del abuelo. El nombre fue cambiado a Baticueva por el cómic. William Austin, quien interpretó a Alfred, tenía un físico fino y lucía un bigote delgado, mientras que la versión de cómic contemporánea de Alfred tenía sobrepeso y estaba bien afeitada antes del lanzamiento de la serie. La versión de cómics de Alfred se modificó para que coincida con la de Austin, y se ha mantenido así.

### Batman y Robin(1949)
Batman y Robin fue otra película en serie de 15 capítulos lanzada en 1949 por Columbia Pictures. Robert Lowery interpretó a Batman, mientras que Johnny Duncan interpretó a Robin. Los actores de apoyo incluyeron a Poni Adams como Vicki Vale y al actor veterano Lyle Talbot como Comisionado Gordon. La trama trataba sobre el Dúo Dinámico que se enfrenta al Mago, un villano encapuchado cuya identidad sigue siendo un misterio a lo largo de la serie hasta el final.

### Batman(1966)

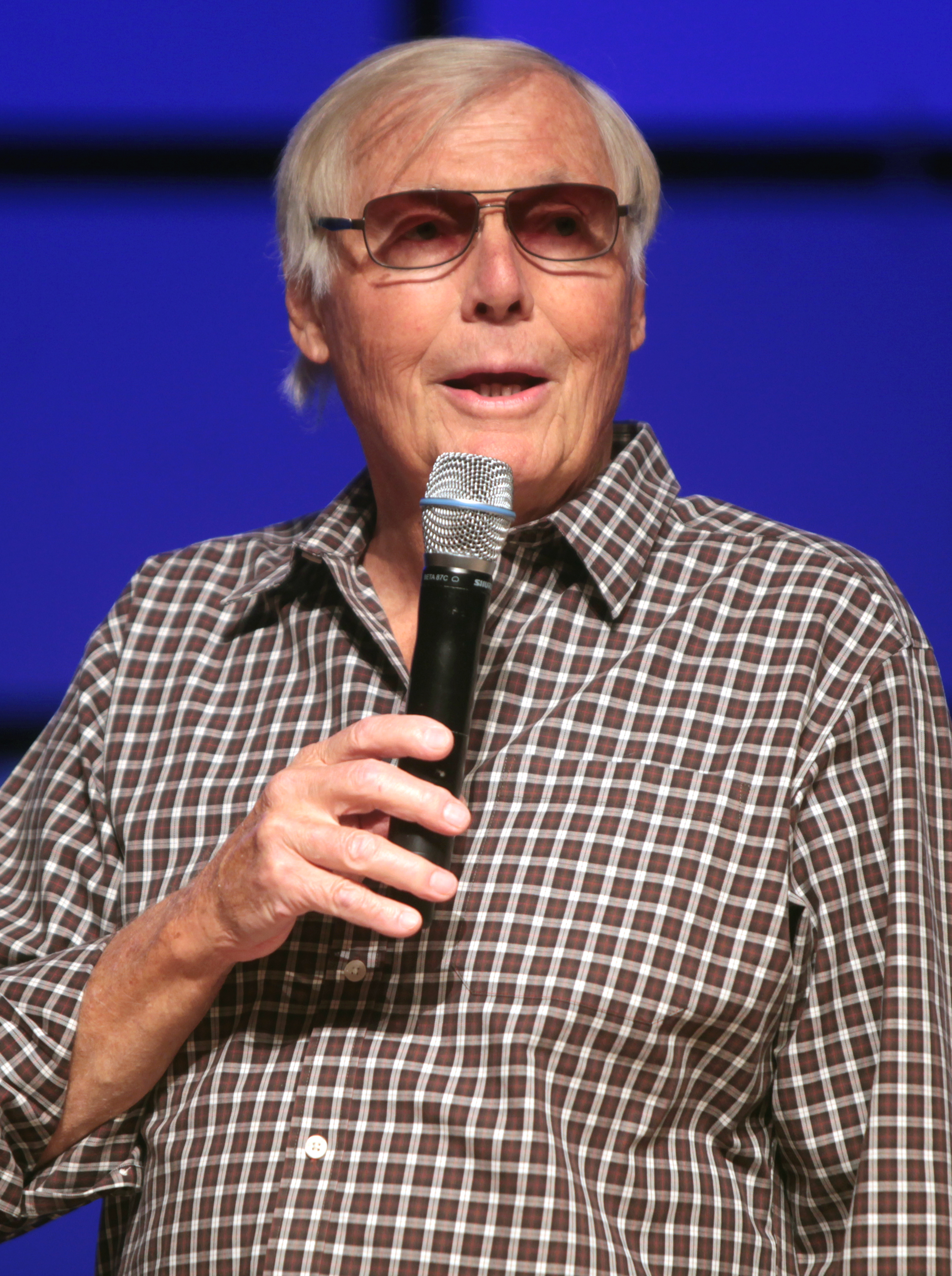
Adam West actuó en la primera versión televisiva de Batman en la serie de Batman de 1966-1968, así como la película de 1966 del mismo nombre.

Batman (también conocido como Batman: La película) es una adaptación cinematográfica de la popular serie de televisión Batman de 1966, y fue la primera adaptación teatral integral del personaje de DC Comics. El estreno de 20th Century Fox protagonizó a Adam West como Batman y Burt Ward como Robin, así como a Lee Meriwether como Gatubela, a Cesar Romero como Joker, a Burgess Meredith como El Pingüino ya Frank Gorshin como El acertijo.
La película fue dirigida por Leslie H. Martinson, quien también dirigió para la serie un par de episodios de la primera temporada: "El pingüino va derecho" y "No todavía, él no es".

### Años 1970 y 1980
A finales de la década de 1970, la popularidad de Batman estaba disminuyendo. CBS estaba interesada en producir una película de Batman en el espacio exterior. Los productores Michael Uslan y Benjamin Melniker compraron los derechos cinematográficos de Batman a DC Comics el 3 de octubre de 1979. El deseo de Uslan era "hacer la versión definitiva, oscura y seria de Batman, como lo habían previsto Bob Kane y Bill Finger en 1939". Una criatura de la noche; acosando criminales en las sombras ". Richard Maibaum fue contactado para escribir un guion con Guy Hamilton para dirigir, pero los dos rechazaron la oferta. Uslan no tuvo éxito con el lanzamiento de Batman a varios estudios de cine porque querían que la película sea similar a la extravagante serie de televisión de 1960. Columbia Pictures y United Artists estuvieron entre los que rechazaron la película.
Un decepcionado Uslan luego escribió un guion titulado Return of the Batman para darle a la industria cinematográfica una mejor idea de su visión de la película. Uslan, más tarde comparó su tono oscuro con el de The Dark Knight Returns, que su guion fue anterior por seis años. En noviembre de 1979, el productor Jon Peters y Casablanca FilmWorks, encabezados por Peter Guber, se unieron al proyecto. Los cuatro productores sintieron que era mejor seguir el desarrollo de la película después de Superman: The Movie (1978). Uslan, Melniker y Guber llevaron a Batman a Universal Pictures, pero el estudio lo rechazó. El proyecto se anunció públicamente con un presupuesto de $ 15 millones en julio de 1980 en la Convención de Arte en Cómics en Nueva York. Casablanca FilmWorks fue absorbido por PolyGram Pictures en 1980. Guber y Peters dejaron PolyGram Pictures en 1982 y se llevaron los derechos de la película de Batman, aunque PolyGram retendría al menos el 7,5% de las ganancias de dichos derechos debido a un acuerdo contractual. Guber y Peters se instalaron de inmediato en Warner Bros., que finalmente decidió aceptar a Batman.
Tom Mankiewicz completó un guion titulado El Batman en junio de 1983, centrando en Batman y los orígenes de Dick Grayson, con el Joker y Rupert Thorne como villanos, y Silver St. Cloud como el interés romántico. Mankiewicz Tomó inspiración de los Cómics de Detective de Steve Englehart y Marshall Rogers de 1970s (más tarde reimpresos en el trade paperback Batman: Apariciones Extrañas), (ISBN 1-56389-500-5), con Rogers mismo contratado para proporcionar el arte conceptual. El Batman era entonces anunciado a fines de 1983 para mitad de 1985 fecha de liberación en un presupuesto de $20 millones. Originalmente, Mankiewicz había querido un actor desconocido para Batman, William Holden para James Gordon, David Niven cuando Alfred Pennyworth y Peter O'Toole como el Pingüino a quién Mankiewicz quiso retratar como un pandillero con temperatura corporal baja. Holden murió en 1981 y Niven en 1983, así que esto nunca pudo pasar. Un número de cineastas estuvo sujeto al guion de Mankiewicz, incluyendo Ivan Reitman y Joe Dante. Reitman Quiso lanzar a Bill Murray como Batman. Para el papel de Robin, Eddie Murphy y Michael J. Fox eran los candidatos. Nueve reescrituras fueron realizadas por nueve escritores separados. La mayoría de ellos estuvo basado en Apariciones Extrañas. Aun así, fue el guion de Mankiewicz el que se utilizó de guía en el proyecto.

## Serie de Tim Burton y Joel Schumacher (1989–1997)

### Batman(1989)

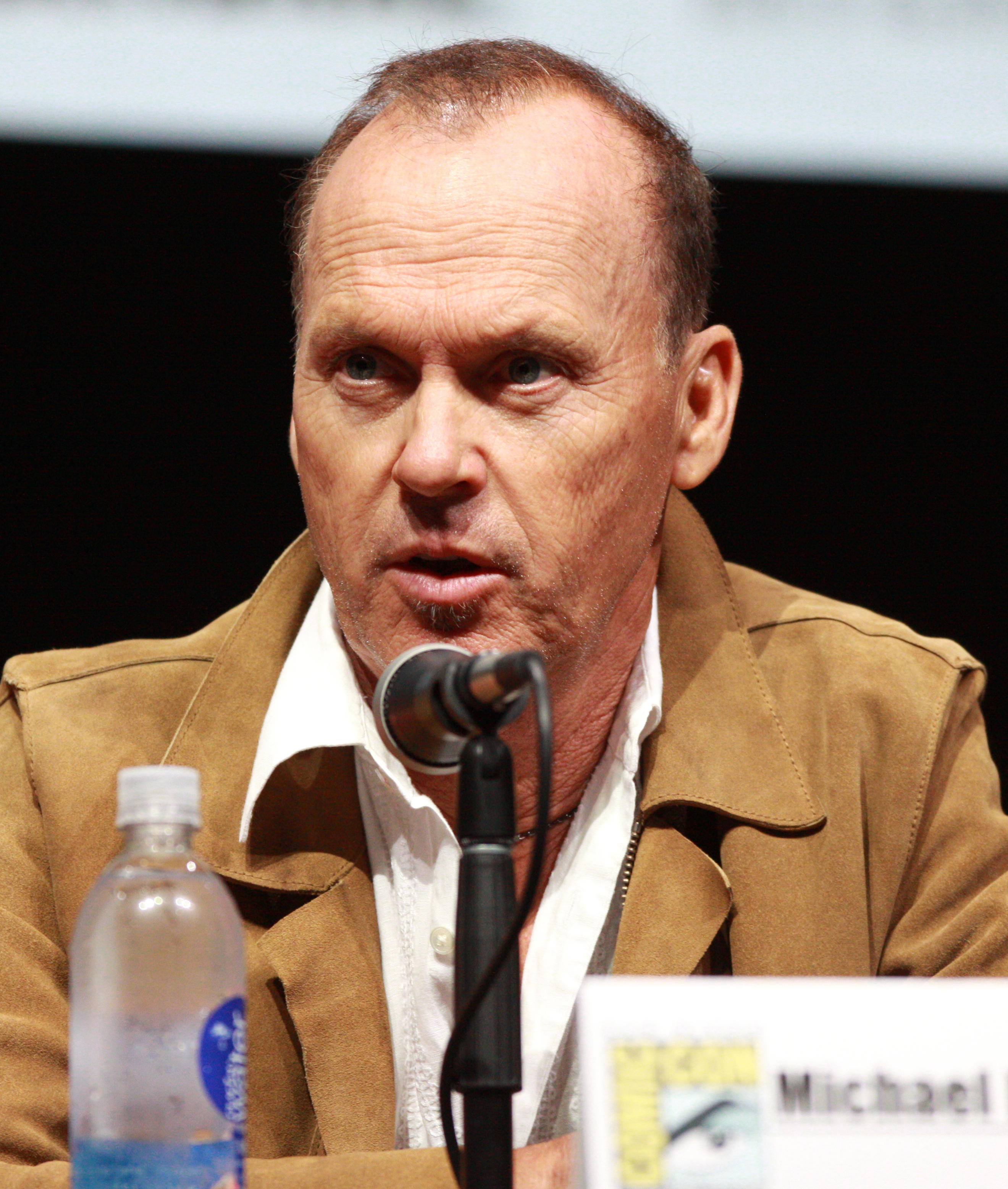
Michael Keaton interpretó a Batman en las dos películas dirigidas por Tim Burton, Batman (1989) y Batman Returns (1992).

Tim Burton asumió el cargo de director de la primera película de Batman en 1986. Steve Englehart y Julie Hickson escribieron tratamientos cinematográficos antes de que Sam Hamm escribiera el primer guion. Se consideraron numerosos actores de la lista A para el papel de Batman antes de que Michael Keaton fuera elegido. Keaton fue una elección controvertida para el papel, ya que, en 1988, se lo había encasillado como un actor de comedia y muchos observadores dudaban de que pudiera representar un papel serio. Jack Nicholson aceptó el papel de Joker en condiciones estrictas que dictaban un salario alto, una parte de las ganancias de taquilla y su calendario de tiros. Se informa que el salario final de Nicholson es tan alto como US$50 millones. El rodaje tuvo lugar en los estudios Pinewood desde octubre de 1988 hasta enero de 1989. El presupuesto aumentó de US$30 millones a US$48 millones, mientras que el Gremio de Escritores de Estados Unidos de 1988 obligó a Hamm a abandonar sus estudios. Las reescrituras fueron realizadas por Warren Skaaren, Charles McKeown y Jonathan Gems. Batman recibió críticas positivas, rompió numerosos récords de taquilla y ganó el Premio de la Academia a la Mejor Dirección de Arte. La película recaudó más de US$400 millones, y dejó un legado sobre la percepción moderna del género de películas de superhéroes.

### Batman Returns(1992)
Burton originalmente no quería dirigir una secuela debido a sus emociones encontradas en la película anterior. El primer guion de Sam Hamm hizo que Pingüino y Catwoman buscaran un tesoro escondido. Daniel Waters entregó un guion que logró satisfacer a Burton, lo que lo convenció de dirigir la película. Wesley Strick hizo una reescritura sin acreditar, eliminando las caracterizaciones de Harvey Dent y Robin y reescribiendo el clímax. Varias actrices de la lista A presionaron mucho para el papel de Catwoman antes de que Michelle Pfeiffer fuera elegida, mientras que Danny DeVito firmó para retratar al pingüino. El rodaje comenzó en Warner Bros. en Burbank, California, en junio de 1991. Batman Returns se lanzó con éxito financiero, pero Warner Bros. estuvo decepcionado con la carrera de taquilla de la película porque ganó menos que su antecesor. Sin embargo, Batman Returns fue lanzado a revisiones generalmente positivas, aunque una "reacción parental" criticó a la película por contener violencia e insinuaciones sexuales que se creían inadecuadas para los niños. McDonald's canceló su producto licenciado en la Cajita feliz para Batman vuelve.

### Batman Forever(1995)

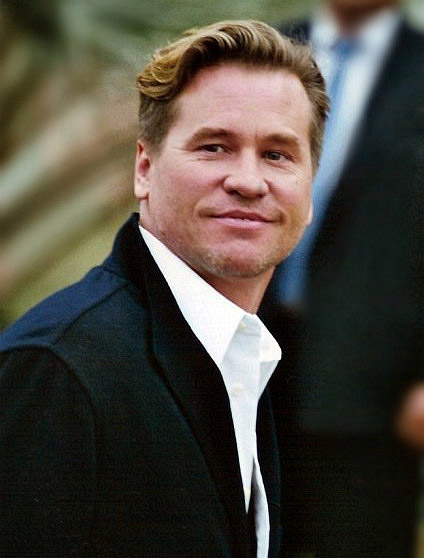
Val Kilmer interpretó a Batman en Batman Forever (1995)

Aunque Batman Returns fue un éxito financiero, Warner Bros. sintió que la película debería haber ganado más dinero. El estudio decidió cambiar la dirección de la serie de películas de Batman para ser más convencional. Joel Schumacher reemplazó a Tim Burton como director, mientras que Burton decidió quedarse como productor. Sin embargo, a Michael Keaton no le gustó la nueva dirección en la que se dirigía la serie de películas, y fue reemplazado por Val Kilmer como Batman. Chris O'Donnell fue presentado como Robin, Jim Carrey protagonizó a El Acertijo, mientras que Tommy Lee Jones protagonizó a Dos Caras. El rodaje comenzó en septiembre de 1994 y Schumacher tuvo problemas para comunicarse con Kilmer y Jones. Batman Eternamente fue lanzado el 16 de junio de 1995 con éxito financiero, ganando más de $ 350 millones en todo el mundo y tres nominaciones al Premio de la Academia, pero la película recibió críticas mixtas de críticos.

### Batman & Robin(1997)

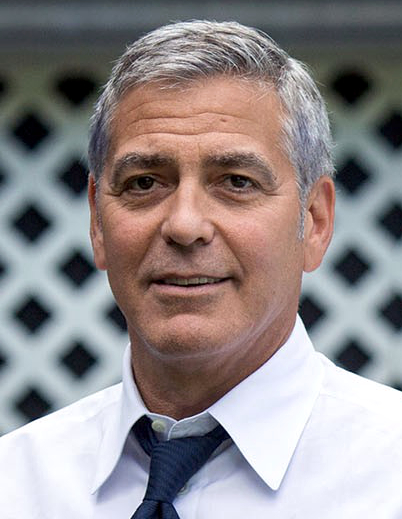
George Clooney asumió el papel de Batman en Batman & Robin (1997)

Después del lanzamiento de Batman Eternamente, Warner Bros. comenzó su desarrollo en Batman & Robin, encargándolo por la vía rápida para un lanzamiento de junio de 1997. Val Kilmer no regresó, debido a los conflictos de programación con The Saint, y fue reemplazado por George Clooney. Arnold Schwarzenegger interpretó a Sr. Frío, mientras que Uma Thurman interpretó a Hiedra Venenosa y Alicia Silverstone a Batgirl. Chris O'Donnell repitió su papel de Robin. El rodaje comenzó en septiembre de 1996 y terminó en enero de 1997, dos semanas antes del calendario de rodaje. Batman & Robin fue lanzado el 20 de junio de 1997 y recibió críticas principalmente negativas. Los observadores criticaron a la película por su enfoque juguetón y camp, y por las insinuaciones homosexuales agregadas por Schumacher. La película fue un éxito financiero, pero sigue siendo la película de Batman de acción con menos éxito comercial. Batman & Robin recibió numerosas nominaciones en los Premios Razzie y se encuentra entre las películas de superhéroes con la peor calificación de todos los tiempos.

## Propuestas para una quinta película

### Batman Unchained
Durante el rodaje de Batman & Robin, Warner Bros. quedó impresionado con los diarios, lo que los llevó a contratar inmediatamente a Joel Schumacher para que retome sus funciones de dirección para una tercera película. El escritor Akiva Goldsman, que trabajó en Batman Eternamente y Batman & Robin, rechazó la oportunidad de escribir el guion. A finales de 1996, Warner Bros. y Schumacher contrataron a Mark Protosevich para escribir el guion de una quinta película de Batman. Se anunció una fecha de lanzamiento proyectada a mediados de 1999. Los Ángeles Times describieron su película como "continuando en la misma línea con múltiples villanos y más tonterías". Con el título Batman Unchained pero a menudo incorrectamente conocido como Batman Triumphant, El guion de Protosevich tenía al espantapájaros como el villano principal y el Joker regresaría como una alucinación en la mente de Batman causada por la toxina del miedo del espantapájaros. Harley Quinn apareció como un personaje secundario, escrito como la hija del Joker que intenta matar a Batman para vengarse de la muerte de su padre. Clooney, O'Donnell y Silverstone se acordaron para repetir los papeles de Batman, Robin y Batgirl. Schumacher también se había acercado a Nicolas Cage para el papel de Scarecrow en Batman & Robin como una aparición especial para establecer una aparición en Batman Unchained, antes de finalmente elegir a Coolio.
Una quinta película probablemente habría aparecido entre 18 meses y dos años después de la cuarta. Cuando Batman y Robin recibieron críticas negativas y no superaron a ninguno de sus predecesores, y una película de Superman de US$150 millones se canceló tres meses antes de que comenzara el rodaje, Warner Bros. no estaba seguro de sus planes para la quinta película. El estudio decidió que era mejor considerar una película de acción en vivo de Batman del futuro  y una adaptación de Batman: año uno de Frank Miller. Warner Bros. luego le daría luz verde a la idea que más les convenía. Schumacher sintió que "le debe [a] la cultura de Batman una verdadera película de Batman. Volvería a lo básico y haría una representación oscura de Dark Knight ". Se acercó a Warner Bros. para hacer Batman: año uno a mediados de 1998.

### Batman: DarKnight
A pesar del interés de Warner Bros. y Schumacher por Año Uno, Lee Shapiro, un fanático de los cómics, y Stephen Wise lanzaron el estudio con un guion titulado Batman: DarKnight a mediados de 1998. DarKnight, que se inspiró en gran medida en The Caballero de la Noche Regresa, retrataba a Bruce Wayne abandonando su carrera de lucha contra el crimen y Dick Grayson asistiendo a la Universidad de Gotham. El Dr. Jonathan Crane utiliza su posición como profesor de psicología en la Universidad de Gotham y como psiquiatra principal en Arkham Asylum para dirigir sus experimentos al miedo (este elemento aparecería más adelante en Batman Begins). Durante una confrontación vengativa con un colega, el Dr. Kirk Langstrom, Crane, sin saberlo, inicia la transformación de Kirk en la criatura conocida como Man-Bat. Los ciudadanos de Gotham creen que las actividades nocturnas de Man-Bat serán el retorno del "sediento de sangre" Batman. Bruce se convierte en Batman "para limpiar su nombre" y resolver el misterio de Man-Bat. Kirk lucha con su síndrome de "hombre contra monstruo", ya que anhela reunirse con su esposa y vengarse de Crane, mientras que Crane se venga de los responsables de su despido tanto de Arkham como de la universidad mientras encuentra verdades sobre su pasado. Warner Bros. decidió no seguir adelante con el proyecto y desistió con Batman: DarKnight para continuar a favor de Año Uno y Batman Beyond.

### Robinspin-off
Chris O'Donnell reveló en una entrevista en 2012 con Access Hollywood que se había considerado un spin-off de Robin; El proyecto fue cancelado después de Batman & Robin.

## Otras propuestas

### Batman: Year OneyBatman Beyond
Para septiembre de 2000, Warner Bros. estaba desarrollando una adaptación de Batman del futuro de acción en vivo para pantalla, escrita por Paul Dini, Neal Stephenson y Boaz Yakin, con la posibilidad de que Yakin dirigiera, así como una adaptación de la historia del cómic de Frank Miller de 1987. Batman: año uno. A pesar del interés de Schumacher, el estudio sorprendió y complació a los fanáticos al contratar a Darren Aronofsky para dirigir y co-escribir con Miller,  quien colaboró anteriormente en un guion improductivo para Ronin. Yakin desarrolló un borrador del guion de Batman Beyond con los escritores, pero pronto perdió interés, y Warner Bros. abandonó a Batman Beyond casi instantáneamente en favor de Batman: Year One. Aronofsky y Miller tenían la intención de reiniciar la franquicia de Batman, "se basa en cierto modo en el cómic", dijo Aronofsky. "¡Tira todo lo que puedas imaginar sobre Batman! ¡Todo! Estamos comenzando completamente de nuevo ". El colaborador habitual de Aronofsky, Matthew Libatique, fue establecido como director de fotografía, y Christian Bale fue contactado para el papel de Batman. Casualmente, Bale participaría en el papel de Batman Begins. Al mismo tiempo, Warner Bros. avanzaba en un spin-off de Catwoman.
El guion de Aronofsky-Miller tenía un Batman melancólico y una violencia realista, y también había sido calificado de R. Alrededor de 2001, Warner encargó la reescritura del guion de la película a los directores de The Matrix, Las Wachowskis, pero la versión del dúo no convenció a Warner. Joss Whedon fue contratado más tarde para reescribir el guion, pero al igual que con el guion de Las Wachowskis, a Warner no le gustó su guion. En junio de 2002, el estudio decidió avanzar en Batman vs. Superman y abandona el Año uno.

### Batman vs.Superman
En 1999, el nuevo jefe del estudio de Warner, Alan Horn, prometió cinco postes de campaña al año. Quería revivir las franquicias de Batman y Superman como tentpoles.  Wolfgang Petersen dirigirá Superman: Flyby, pero Andrew Kevin Walker le lanzó a Warner Bros. una idea titulada Batman vs Superman con como director. Superman: Flyby fue puesto en espera, y se contrató a Akiva Goldsman para volver a escribir el Batman de Walker contra Superman. 
El borrador de Goldsman, fechado el 21 de junio de 2002, hizo que Bruce Wayne sufriera una crisis mental luego de su retiro de cinco años de la lucha contra el crimen. Dick Grayson, Alfred Pennyworth y el comisionado Gordon están todos muertos, pero Bruce encuentra algo de consuelo en su prometida, Elizabeth Miller. Mientras tanto, Clark Kent está luchando debido a un reciente divorcio de Lois Lane. Clark y Bruce son amigos cercanos, y Clark es el mejor hombre de Bruce. Después de que el Joker mata a Elizabeth en su luna de miel, Bruce jura venganza, mientras que Clark intenta contenerlo. Bruce culpa a Clark por su muerte, y los dos van uno contra el otro. En última instancia, se revela que Lex Luthor ha sido el autor intelectual de toda la trama para que Batman y Superman se destruyan mutuamente. Los dos deciden formar un equipo y detener a Luthor. Bale fue contactado para interpretar a Batman, mientras que a Josh Hartnett se le ofreció el papel de Superman.
El rodaje iba a comenzar a principios de 2003, con planes para un rodaje de cinco a seis meses. La fecha de lanzamiento se fijó para el verano de 2004.  Sin embargo, Warner Bros. canceló el desarrollo para centrarse en proyectos individuales de Superman y Batman después de que Abrams presentara otro borrador para Superman: Flyby. Según Petersen "[Warner Bros. ' el jefe] Alan Horn estaba tan desgarrado, porque es un concepto tan fascinante hacer una película de Batman contra Superman ". parecer, Horn prefirió el optimista script de Superman de Abrams al más oscuro de Batman contra el de Superman; Los ejecutivos del estudio votaron 11-1 por el primero. Muchos fanáticos de los cómics estuvieron de acuerdo; David S. Goyer dijo: "'Batman Vs. Superman' es a donde vas cuando te admites a ti mismo que has agotado todas las posibilidades ... un poco como una admisión de que esta franquicia está en su último suspiro". Desde que la decisión dejó el estudio sin una película de Batman para 2004, Warner rápidamente hizo la película Catwoman, que tuvo un mal desempeñó en la taquilla. 

### Comerciales de OnStar
Los comerciales de Batman OnStar fueron una serie de seis comerciales de televisión con Batman, creados por la agencia de publicidad Campbell-Ewald y transmitidos desde 2000 hasta principios de 2002.
Los anuncios se basaron en la serie de películas y fueron básicamente una amalgama de las imágenes de ambos directores. Por ejemplo, el Batimovil fue el que se usó en Batman y Batman Returns, mientras que el Batitraje fue una combinación de lo que usó Val Kilmer en Batman Eternamente y George Clooney en Batman y Robin. Los comerciales también presentaron la música de Danny Elfman de las dos películas de Tim Burton.
El actor Bruce Thomas interpretó a Batman en estos anuncios, mientras que Michael Gough repitió su papel de Alfred Pennyworth en uno de los anuncios. La actriz de Baywatch Brooke Burns también interpretó a Vicki Vale en un anuncio. El actor Brian Stepanek interpretó al Acertijo en un anuncio y Curtis Armstrong hizo del Joker en otro.

## Trilogía The Dark Knight(2005–2012)

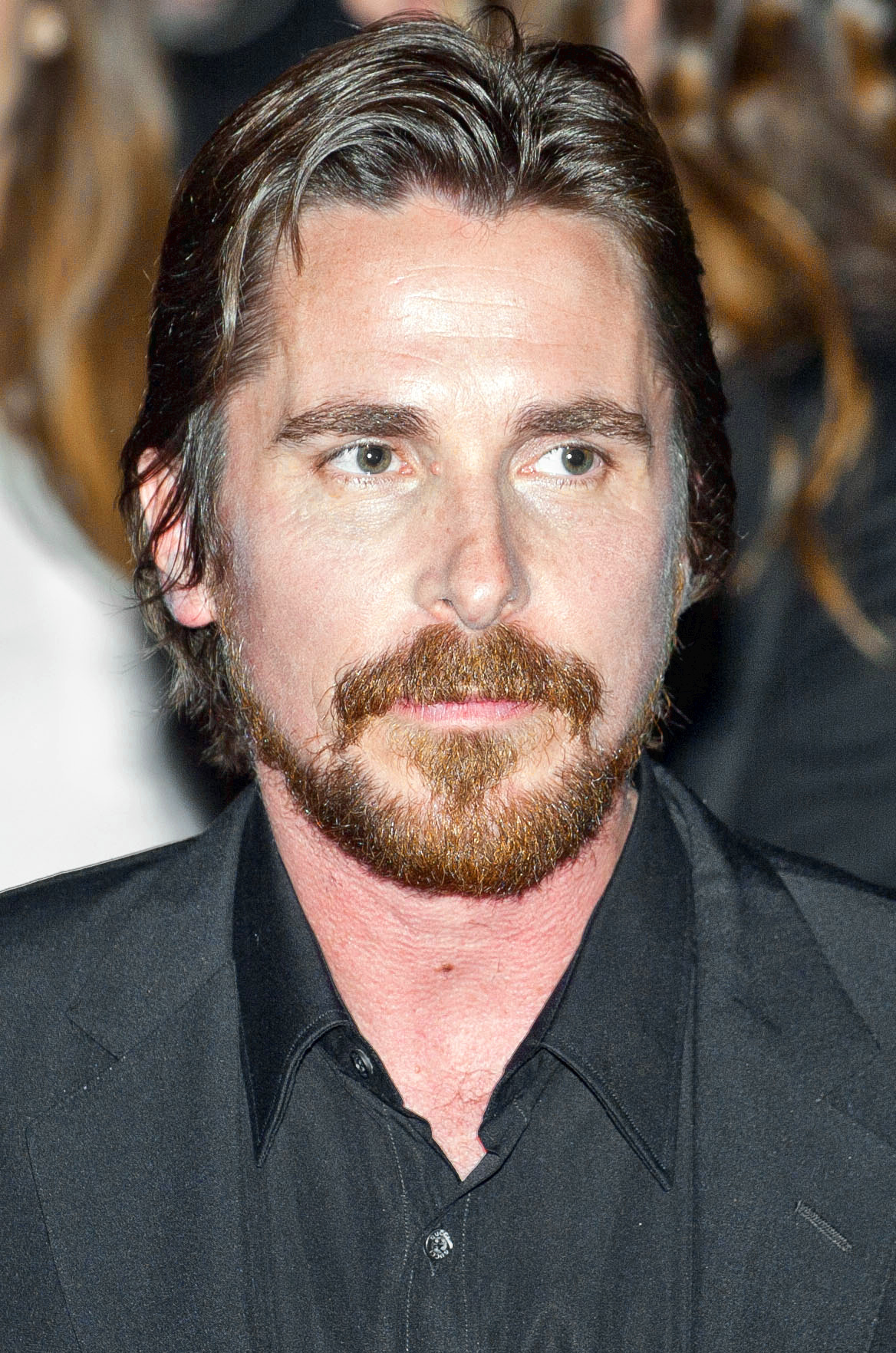
Según Christopher Nolan, Christian Bale (quien interpretó a Batman entre 2005 y 2012) tenía "exactamente el equilibrio de oscuridad y luz que estábamos buscando".

### Batman Begins(2005)
Luego de un reinicio rechazado de la historia de Batman, Joss Whedon lanzó en diciembre de 2002, Warner Bros. contrató a Christopher Nolan y David S. Goyer para escribir el guion de Batman Comienza. El dúo buscaba un tono más oscuro y realista, con la humanidad y el realismo como la base de la película. La película se filmó principalmente en el Reino Unido y Chicago, y se basó en trucos tradicionales y modelos a escala con un uso mínimo de imágenes generadas por computadora. Christian Bale interpretó a Batman, Liam Neeson como Ra's al Ghul y Cillian Murphy como El espantapájaros. Katie Holmes aparece en la película como el interés amoroso de Bruce, Rachel Dawes, un papel creado para la película. Alfred, el exmiembro del ejército británico fue interpretado por Michael Caine y Jim Gordon fue interpretado por Gary Oldman. Un nuevo Batimóvil (llamado el Tumbler) y un Batitraje más móvil fueron creados específicamente para la película. La película comienza con la muerte de los padres de Bruce y luego explora su decisión de abandonar Gotham y su entrenamiento en la Liga de Asesinos con Ra's al Ghul, antes de que se rebele contra la Liga y adopte el disfraz de Batman, reconociendo que no puede tolerar el uso de fuerza letal de La Liga. La Liga intenta atacar a Gotham usando la toxina del miedo de Jonathan Crane, pero Batman es capaz de derrotar su plan, con Ra siendo asesinado en un tren que se estrella durante una pelea con Batman.
Batman Begins tuvo tanto éxito crítico como comercial. La película se estrenó el 15 de junio de 2005 en los Estados Unidos y Canadá en 3.858 teatros. Recaudó US$48 millones en su primer fin de semana, que eventualmente recaudó más de US$372 millones en todo el mundo. La película recibió un índice de aprobación general del 85% en Rotten Tomatoes. Los críticos notaron que el miedo era un motivo común en toda la película, y observaron que tenía un tono más oscuro en comparación con las películas anteriores de Batman. La película fue nominada para el premio de la Academia a la Mejor Fotografía y tres premios BAFTA También fue incluido en el puesto número 81 en "Las 500 mejores películas de todos los tiempos" de Empire y ha mantenido una posición en "Top 250" de IMDb.com

### The Dark Knight(2008)
Christopher Nolan retomó sus funciones como director y llevó a su hermano Jonathan a escribir el guion para la segunda entrega. The Dark Knight presentó a Christian Bale repitiendo su papel como Batman / Bruce Wayne, Heath Ledger como el Joker, y Aaron Eckhart como Harvey Dent / Dos Caras. El rodaje principal comenzó en abril de 2007 en Chicago y concluyó en noviembre. Otros lugares incluyen Pinewood Studios, Ministry of Sound en Londres y Hong Kong. El 22 de enero de 2008, después de haber completado el rodaje de The Dark Knight, Ledger murió a causa de una mala combinación de medicamentos recetados. Warner Bros. había creado una campaña de marketing viral para The Dark Knight, desarrollando sitios web promocionales y tráileres que destacaban capturas de pantalla de Ledger como el Joker, pero después de la muerte de Ledger, el estudio reenfocó su campaña promocional. La película muestra a Gotham intentando reconstruirse después de que las acciones de Batman hayan causado tanto daño a sus familias del crimen organizado, ayudados por el procesamiento del carismático fiscal del distrito Harvey Dent, pero la participación del Joker anárquico amenaza todo, sus acciones conducen a la muerte de Rachel Dawes y que Harvey fuera marcado transformándose en dos caras. Aunque Batman evita que el Joker obligue a dos transbordadores (uno cargado con civiles y el otro con prisioneros) a destruirse entre sí, se ve obligado a responsabilizarse de los asesinatos cometidos por Dent para garantizar que la ciudad mantenga sus esperanzas sobre el futuro.
La película recibió una amplia aclamación de la crítica, y estableció numerosos récords durante su ejecución teatral. Con poco más de US$1.000 millones de ingresos en todo el mundo, es la película número 37 con mayor recaudación de todos los tiempos, no ajustada a la inflación. La película recibió ocho nominaciones al Oscar; ganó el premio a la Mejor Edición de Sonido y Ledger fue premiado póstumamente como Mejor Actor de Reparto.

### The Dark Knight Rises(2012)
Nolan quería que la historia de la tercera y última entrega lo mantuviera emocionalmente involucrado. "En un nivel más superficial, tengo que hacer la pregunta", razonó, "¿a cuántas buenas buenas terceras películas en la franquicia pueden nombrar?" Volvió de encontrar una manera necesaria para continuar la historia, pero temía que a mitad de la filmación encontraría la secuela redundante. The Dark Knight Rises está destinado a completar la trilogía de Batman de Nolan. En diciembre de 2008, Nolan completó un resumen de la historia, antes de comprometerse con Inception. En febrero de 2010, comenzó el trabajo sobre el guion con David S. Goyer y Jonathan Nolan. Cuando Goyer se fue a trabajar en el reinicio de Superman, Jonathan estaba escribiendo el guion basado en la historia de su hermano y Goyer. Tom Hardy fue elegido como Bane y Anne Hathaway interpreta a Selina Kyle. Joseph Gordon-Levitt fue elegido para interpretar a John Blake, y Marion Cotillard fue elegida para interpretar a Miranda Tate. El rodaje comenzó en mayo de 2011 y concluyó en noviembre. Nolan optó por no filmar en 3-D pero, al centrarse en mejorar la calidad de la imagen y la escala utilizando el formato IMAX, esperaba empujar los límites tecnológicos al mismo tiempo que hacía que el estilo de la película fuera consistente con los dos anteriores. Nolan tuvo varias reuniones con el vicepresidente de IMAX, David Keighley, para trabajar en la logística de la proyección de películas en lugares de IMAX digital. The Dark Knight Rises presentó más escenas tomadas en IMAX que The Dark Knight. El cineasta Wally Pfister expresó interés en filmar la película completamente en IMAX. Durante la película, ambientada ocho años después de The Dark Knight, la llegada del nuevo enemigo Bane obliga a Bruce a regresar a su antiguo papel de Batman, solo para verse vencido y capturado por Bane, ya que Gotham queda separado del resto del mundo con el prototipo del generador de fusión robado de la empresa Wayne Enterprises programado para detonarse en pocos meses. Con la ayuda de la ladrona Selina Kyle, Bruce puede regresar a Gotham y derrotar a Bane mientras redime su imagen de Batman. La película concluye con que Bruce 'retirándose' como Batman después de fingir su muerte para ir a vivir con Selina Kyle, las pruebas sugieren que ha pasado la Baticueva al nuevo aliado, el detective John Blake (el verdadero nombre Robin) mientras Gotham se reconstruye en memoria del El heroísmo del caballero de la noche.
Al ser lanzado, The Dark Knight Rises recibió una respuesta crítica positiva y tuvo éxito en la taquilla, superó a su predecesor y se convirtió en la película número 24 con mayor recaudación de todos los tiempos, recaudando más de US$1.080 millones. Sin embargo, a diferencia de sus predecesores, la película no fue nominada a ningún Oscar durante su año de elegibilidad en los 85.º premios de la Academia, para sorpresa de los expertos de la industria cinematográfica.

## Película de laLiga de la Justiciapropuesta

### Liga de la Justicia: Mortal
En febrero de 2007, durante la preproducción de The Dark Knight, Warner Bros. contrató al dúo de guionistas Michelle y Kieran Mulroney para escribir una película de la Liga de la Justicia con un Batman más joven en una franquicia aparte. George Miller fue contratado para dirigir el siguiente mes de septiembre, con Armie Hammer elegido como Batman un mes más tarde y Teresa Palmer como Talia al Ghul. La filmación casi había comenzado en Fox Studios Australia en Sídney, pero fue rechazada por la huelga del Sindicato de Escritores de Estados Unidos, y una vez más cuando la Comisión de Cine de Australia le negó a Warner Bros un descuento fiscal del 45% por la falta de actores australianos en la película. Las oficinas de producción se trasladaron a Vancouver Film Studios en Canadá para un inicio previsto en julio de 2008 y una fecha de estreno en el cine prevista para el verano de 2009 pero Warner Bros. finalmente canceló la Liga de la Justicia tras el éxito de The Dark Knight. La opción de Hammer en su contrato caducó y el estudio estaba más dispuesto a continuar con Christopher Nolan para terminar su trilogía por separado con The Dark Knight Rises.

## Universo extendido de DC Comics (2016-2023)

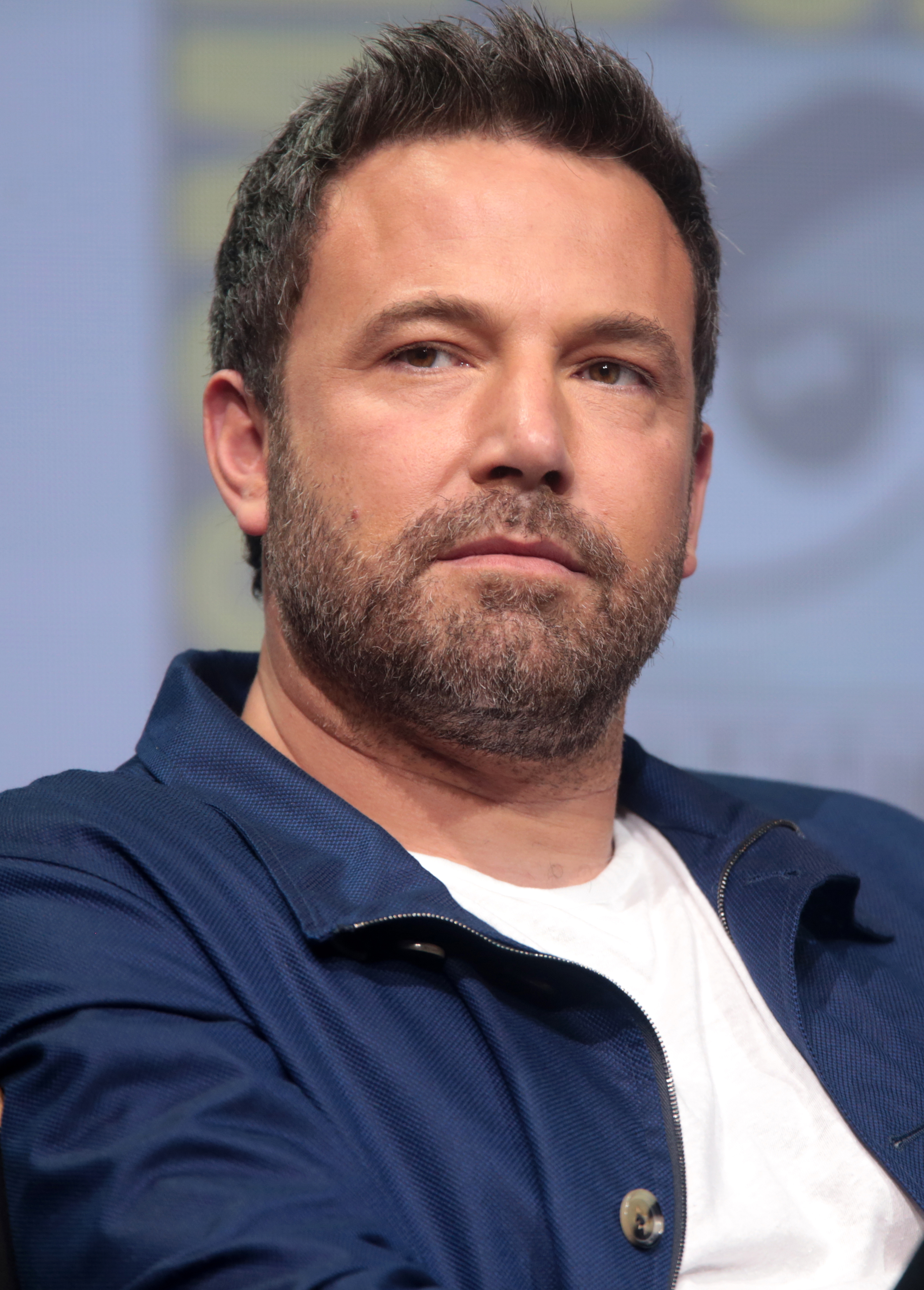
Zack Snyder sintió que lanzar un Batman relativamente mayor (Ben Affleck) sería una yuxtaposición en capas con un Superman más joven

### Batman v Superman: El Origen de la Justicia(2016)
El 13 de junio de 2013, una fuente de Warner Bros. dijo a The Wrap que estaban discutiendo más películas del Hombre de Acero, así como una película de Superman / Batman, Mujer Maravilla y Aquaman. Warner Bros. anunció que Superman y Batman se unirían en una nueva película, una continuación del El hombre de acero (2013), inspirada en el cómic El caballero de la Noche Regresa y que se estrenaría en 2015. Goyer declaró en el panel del 75 aniversario de Superman en Comic-Con, que Batman y Superman se enfrentarían, y los títulos bajo consideración eran Superman vs Batman o Batman vs Superman.
El 22 de agosto de 2013, The Hollywood Reporter anunció el casting de Ben Affleck como Bruce Wayne / Batman. El 17 de enero de 2014, se anunció que la película se había retrasado desde su fecha de estreno original del 17 de julio de 2015 hasta el 6 de mayo de 2016, con el fin de darles a los cineastas "el momento de realizar plenamente su visión, dada la compleja naturaleza visual de la historia". El lanzamiento de la película se trasladó nuevamente al 25 de marzo de 2016, "evitando un enfrentamiento de alto perfil con el Capitán América: Guerra Civil el 6 de mayo de 2016". En algún momento antes de los eventos de la película, Wayne Manor se incendió, y Bruce y Alfred se mudaron a una casa de cristal más pequeña sobre Batcave. Durante la película, Bruce es sutilmente manipulado por Lex Luthor para que perciba a Superman como un ser extraterrestre demasiado alejado de la humanidad como para confiar plenamente en él, con Luthor con la intención de provocar un conflicto entre los dos que forzarán a Superman a matar o verán derrotar a Batman. '. Se supone que los puntos de vista oscuros de Bruce son el resultado de que Joker mató a Robin en una confrontación pasada, con Batman mostrando una falta de preocupación sobre si mata o no a sus oponentes en la batalla y marca a ciertos criminales con la marca del Murciélago. Sin embargo, cuando se enfrenta a Superman con armas de kryptonita, se da cuenta de lo lejos que ha caído cuando Superman le pide que "salve a Martha" (Luthor usa a Martha Kent como rehén para provocar que Superman se enfrente a Batman), el recordatorio de su propia madre ayudando a Batman. comprende en qué se ha convertido y reconoce que Superman es fundamentalmente humano a pesar de sus poderes. Después de que Batman salva a Martha Kent de los secuaces de Luthor, lucha junto a Superman y al nuevo héroe Wonder Woman para contener la deformidad kryptoniana que Luthor creó para matar a Superman, una batalla que resulta en la muerte de Superman cuando apuñala la deformidad con la lanza de kryptonita y se empala a sí mismo. Tomando los archivos metahumanos de Luthor, Bruce afirma que pretende reunir a los metahumanos para prepararse para una amenaza futura implícita a la que Luthor hizo referencia.

### Escuadrón suicida(2016)
En febrero de 2009, Warner Bros. estaba desarrollando una película de Suicide Squad, con Dan Lin produciendo, y Justin Marks escribiendo el guion. En septiembre de 2014, David Ayer se unió para dirigir y escribir el guion de la película. Charles Roven también estaba listo para producir la película. En noviembre de 2014 y marzo de 2015, se anunció que Deadshot, Harley Quinn, Killer Croc y Joker aparecerían en la película retratados respectivamente por Will Smith, Margot Robbie, Adewale Akinnuoye-Agbaje y Jared Leto. Batman aparece en breves flashbacks por estar involucrado en la captura de Deadshot y Harley Quinn, rescatando a Harley de un auto sumergido después de que se estrelló durante una persecución y fue abandonada por el Joker, y aprehendiendo a Deadshot después de que una pista anónima lo llevó hacia el asesino mientras Deadshot estaba de compras navideñas con su hija. La historia de Batman con Killer Croc también se menciona brevemente. Al concluir la película, Amanda Waller, que parece saber que Bruce Wayne es Batman, le proporciona a Bruce archivos de varios meta-humanos a cambio de su protección contra futuras consecuencias del reciente ataque de la Hechicera. Bruce le informa a Waller que termine la Fuerza de Tareas X o el y sus amigos se encargarán de los problemas futuros.

### Mujer Maravilla(2017)
Aunque no aparece físicamente, Bruce Wayne está fuertemente referenciado en Mujer Maravilla. Después de los eventos de Batman v Superman: Origen de la Justicia, Bruce recupera con éxito la foto de los archivos de Lex Luthor que solía usar para amenazar a Diana, junto con un reloj que pertenecía al padre del capitán Steve Trevor. Él los transporta a través de un vehículo blindado a Diana, con una carta en la que expresa desear conocer su historia algún día. Diana recuerda los eventos de la película como un flashback, luego del cual ella envía un correo electrónico a Bruce, "Gracias por traerlo de vuelta a mí".

### Liga de la Justicia(2017)
Poco después de que terminara el rodaje de El hombre de acero, Warner Bros contrató a Will Beall para escribir una nueva película de la Liga de la Justicia en junio de 2012. Con el lanzamiento de Hombre de Acero en junio de 2013, Goyer fue contratado para escribir un nuevo guion de la Liga de la Justicia, con el borrador de Beall siendo desechado. En abril de 2014, se anunció que Zack Snyder también estaría dirigiendo el guion de la Liga de la Justicia de Goyer. Según los informes, Warner Bros. estaba cortejando a Chris Terrio para que reescribiera Justice League el siguiente mes de julio, después de haber quedado impresionado con su re-escritura de Batman v Superman.

### ¡Shazam!(2019)
Bill Dean realiza la voz de una versión de juguete de Bruce Wayne / Batman en una aparición en la película Shazam! de David F. Sandberg.

### The Flash(2023)
El 20 de agosto de 2020, previo al evento online DC Fandome, durante una entrevista el director de la película Andy Muschietti confirmó el regreso de Affleck al papel luego de haber renunciado en 2019, sumándose también el regreso de Michael Keaton después de casi 30 años de haberlo interpretado en Batman Returns.

## Elseworlds de DC Studios

### Joker(2019)
El 23 de octubre de 2018, Dante Pereira-Olson fue elegido para interpretar a Bruce Wayne en la siguiente película de Joker. La película se ambientará en la década de 1980, donde un comediante fallido llamado Arthur Fleck recurre a una vida de crimen y caos en Gotham City.

### The Batman(2022)

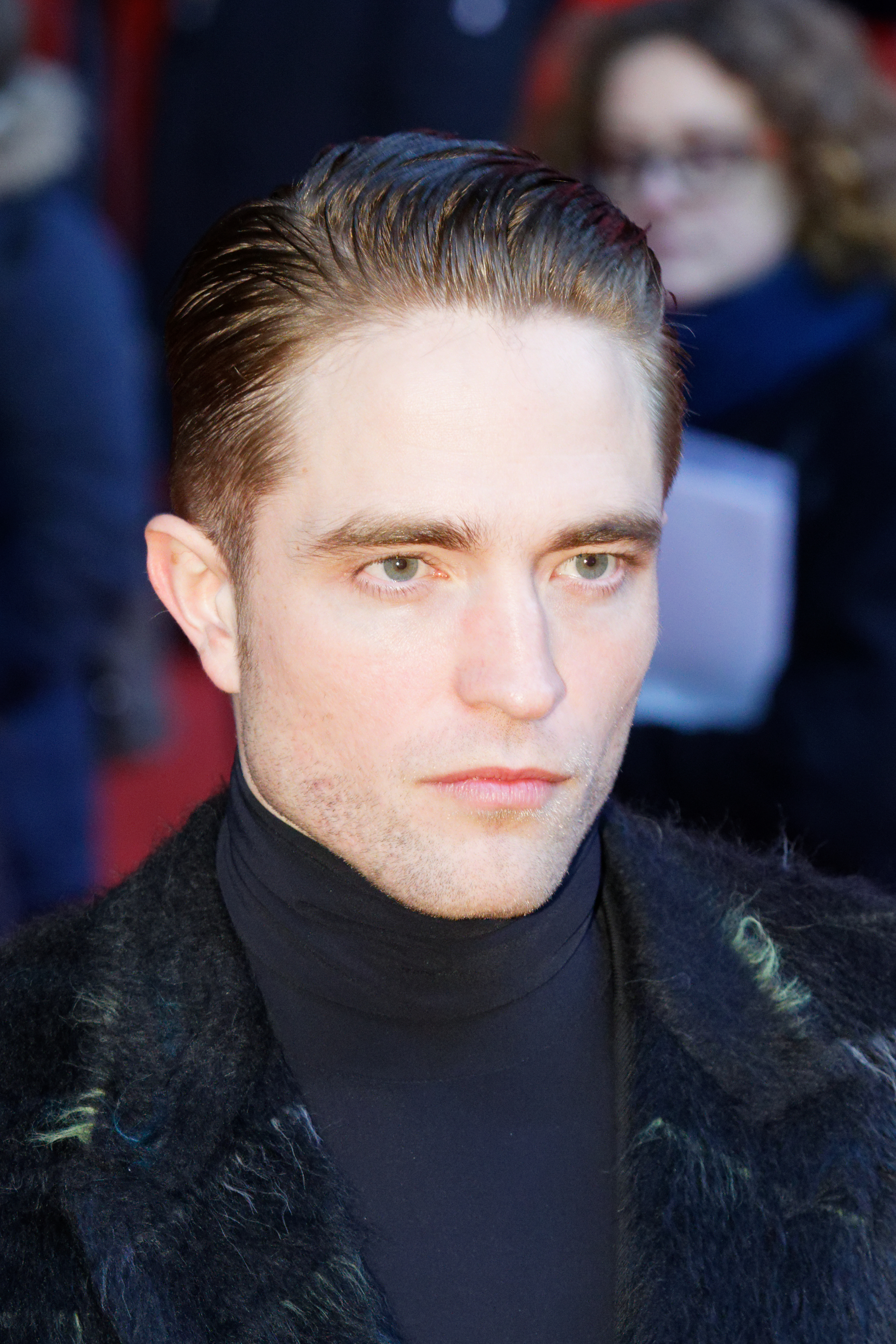
Robert Pattinson será el encargado de interpretar a Batman, tras la salida de Ben Affleck.

Para julio de 2015, Ben Affleck estaba en conversaciones para protagonizar, co-escribir con Geoff Johns y posiblemente dirigir una película independiente de Batman. En marzo de 2016, Johns afirmó que la apariencia del traje de Robin cubierto de grafitis de El Origen de la Justicia se exploraría más tarde y que la identidad del personaje fallecido no fue especificada intencionalmente. Luego del lanzamiento de El Origen de la Justicia, el co-CEO de William Morris Endeavour, Patrick Whitesell, confirmó que Affleck había escrito un guion para una película de Batman independiente que esperaba que Warner Bros también eligiera para dirigir. Warner Bros. El CEO Kevin Tsujihara confirmó en abril de 2016 que el estudio avanzaba con la película independiente de Batman de Affleck, que el actor protagonizaría y dirigiría. En mayo de 2016, Jeremy Irons confirmó que estaba "vinculado a The Batman", mientras que Affleck declaró que su película solista de Batman tomaría prestado de los cómics, pero principalmente sería una "historia original". En agosto de 2016, Jared Leto expresó su esperanza de que su versión de Joker apareciera en la película de Affleck's Batman en solitario. Más tarde ese mes, Deathstroke fue testeado por Affleck a través de imágenes de prueba, y luego Johns confirmó que el personaje sería interpretado por Joe Manganiello. En octubre de 2016, Affleck declaró que el título previsto para la película sería The Batman, pero luego aclaró que la película podría terminar teniendo un título diferente. Manganiello e Irons declararon que la filmación comenzaría en la primavera de 2017.
En diciembre de 2016, Affleck confirmó que la película estaba en camino de comenzar a rodarse en la primavera de 2017. A finales de ese mes, el ejecutivo de Warner Bros., Greg Silverman, declaró que la película se estrenaría en 2018. Casi al mismo tiempo, Affleck declaró que la película no tenía guion y que podría terminar sin dirigirla. Affleck planeaba rodar la película en Los Ángeles como una duplicación para Gotham City. Reafirmó su compromiso de dirigir la película en su aparición en Jimmy Kimmel Live!. A fines de enero de 2017, Affleck decidió dimitir como director, pero seguiría involucrado como productor y actor. A estas alturas, el escritor Chris Terrio, quien ganó un Premio de la Academia por escribir Argo de Affleck y también ayudó al guion Batman v Superman: El Origen de la Justicia, había entregado una nueva versión del guion. El 10 de febrero de 2017, se anunció que Matt Reeves estaba en conversaciones para reemplazar a Affleck como director de la película. Sin embargo, el 17 de febrero se informó que las conversaciones se habían interrumpido. Dos semanas más tarde, Reeves había firmado oficialmente para dirigir y coproducir la película. La producción se retrasó hasta 2018, ya que Reeves estuvo en la postproducción de Guerra del Planeta de los Simios hasta junio de 2017, y The Batman se estaba reescribiendo para permitir a Reeves más libertad creativa como director. Reeves declaró en una entrevista que la película presentará "una versión cuasi noir, detectivesca de Batman", que enfatizará el corazón y la mente del personaje, y que se inspirará en Alfred Hitchcock.
El 2 de agosto de 2018, Reeves apareció en un panel de la Television Critics Association y reveló muchos detalles sobre la película. Confirmó que The Batman es una historia original, cine noir y no una historia de origen. También reveló que el guion estaba a punto de completarse, y que la película solo tendría pequeñas conexiones con el Universo DC. Para enero de 2019, se anunció que Affleck no regresaría como Batman y ya no estaría involucrado en ningún cargo. La película está programada para comenzar a rodarse a principios de 2019. El 16 de mayo de 2019, tanto Variety como The Hollywood Reporter informaron que Robert Pattinson estaba en "conversaciones iniciales" y que el "favorito" reemplazó a Affleck como Batman. El 31 de mayo de 2019, Pattinson fue elegido oficialmente en el papel principal. La fecha de estreno de la película está programada para el 1 de octubre de 2021. A causa del Covid-19, la fecha de estreno de la película está programada para el 4 de marzo de 2022.

## Películas animadas

### Solo de Batman
Teatral
- 1993: Batman: La máscara del fantasma, ambientada en la continuidad de Batman: La serie animada con Kevin Conroy haciendo la voz de Batman.

Directo a vídeo
- 1998: Subzero, ambientado en la continuidad de Batman: The Animated Series con Kevin Conroy interpretando a Batman.
- 2000: Return of the Joker, ambientado en la continuidad de Batman Beyond con Will Friedle interpretando a Batman.
- 2003: Mystery of the Batwoman, ambientado en la continuidad de The New Batman Adventures con Kevin Conroy interpretando a Batman.
- 2005: El Batman vs. Drácula, ambientada en la continuidad de The Batman con Rino Romano interpretando a Batman.
- 2010: Under the Red Hood, una adaptación de Batman: Under the Hood con Bruce Greenwood que interpreta a Batman.
- 2011: Year One, una adaptación de Batman: Year One con Benjamin McKenzie interpretando a Batman.
- 2012: The Dark Knight Returns - Parte 1, una adaptación de la primera mitad de The Dark Knight Returns con Peter Weller interpretando a Batman.
- 2013: The Dark Knight Returns - Parte 2, una adaptación de la segunda mitad de The Dark Knight Returns con Peter Weller interpretando a Batman
- 2013: DC Super Heroes Unite, una adaptación de Lego Batman 2: DC Super Heroes con Troy Baker interpretando a Batman.
- 2014: Son of Batman, una adaptación suelta de Batman y Son con Jason O'Mara interpretando a Batman.
- 2014: Assault on Arkham, ambientado en la continuidad de Batman: Arkham con Kevin Conroy interpretando a Batman.
- 2015: Batman vs. Robin una película animada con Jason O'Mara interpretando a Batman.
- 2015: Batman Unlimited: Animal Instincts, una película animada con Roger Craig Smith que interpreta a Batman.
- 2015: Batman Unlimited: Monster Mayhem, una película animada con Roger Craig Smith que interpreta a Batman.
- 2016: Batman Unlimited: Mechs vs. Mutantes, una película animada con Roger Craig Smith interpretando a Batman.
- 2016: Batman: Bad Blood, una película animada que también presenta a Batwoman y Batwing con Jason O'Mara interpretando a Batman.
- 2016: Batman: The Killing Joke, una adaptación de Batman: The Killing Joke con Kevin Conroy interpretando a Batman.
- 2016: Batman: Return of the Caped Crusaders, basado en la serie de televisión Batman con Adam West interpretando a Batman.
- 2017: Batman y Harley Quinn, una película animada con Kevin Conroy que interpreta a Batman.
- 2017: Batman vs. Two-Face, basada en la serie de televisión de Batman con Adam West interpretando a Batman por última vez antes de su muerte.
- 2018: Batman: Gotham by Gaslight, una película animada basada en la novela gráfica de un solo tomo del mismo nombre con Bruce Greenwood que interpreta a Batman.[189]
- 2018: Batman Ninja, una película animada con Kōichi Yamadera y Roger Craig Smith interpretando a Batman en japonés e inglés respectivamente.
- 2018: Scooby-Doo! & Batman: The Brave and the Bold, una película animada que incluye a Scooby Doo y Diedrich Bader interpreta a Batman.

### Con otros héroes

#### Teatral
- Teen Titans Go! to the Movies con Jimmy Kimmel haciendo la voz de Batman.

#### Directo a video
- 2008: Justice League: The New Frontier, basado en el cómic del mismo nombre con Jeremy Sisto que interpreta a Batman.
- 2009: Superman / Batman: Public Enemies, basado en el cómic del mismo nombre con Kevin Conroy que interpreta a Batman.
- 2010: Justice League: Crisis on Two Earths, una adaptación de varios cómics de DC con William Baldwin interpretando a Batman.
- 2010: Superman / Batman: Apocalipsis, basado en Superman / Batman: The Supergirl de Krypton con Kevin Conroy interpretando a Batman.
- 2010: DC Super Friends, basado en la línea de juguetes Fisher-Price con Daran Norris interpretando a Batman.
- 2012: Justice League: Doom, basado en JLA: Tower of Babel con Kevin Conroy interpretando Batman.
- 2013: Justice League: The Flashpoint Paradox, basado en Flashpoint con Kevin McKidd interpretando a Batman
- 2014: JLA Adventures: Trapped in Time, una historia original con Diedrich Bader interpretando a Batman.
- 2014: Justice League: War, basado en Justice League: Origin con Jason O'Mara interpretando a Batman.
- 2014: Lego DC Comics: Batman Be-Leaguered especial de televisión animado, con Troy Baker retomando su papel como Batman de los videojuegos de Lego.
- 2015: Justice League: Throne of Atlantis, basado en Throne of Atlantis con Jason O'Mara interpretando a Batman.
- 2015: Liga de la Justicia: Dioses y monstruos.
- 2015: Lego DC Comics Super Heroes: Justice League vs. Liga Bizarro, con Troy Baker retomando su papel.
- 2016: Lego DC Comics Super Heroes: Justice League - Cosmic Clash, con Troy Baker retomando su papel.
- 2017: DC Super Heroes vs. Eagle Talón, con Takayuki Yamada interpretando Batman.[190]
- 2019: Batman vs. Tortugas Ninjas mutantes adolescentes, que incluyen a las Tortugas Ninja
- 2020: Superman: Red Son, con Roger Craig Smith como Batman.
- 2020: Justice League Dark: Apokolips War, con Jason O'Mara como Batman

### Serie deLaspelículasLego
- 2014: Una versión de Batman con temas de Lego aparece en The Lego Movie, con la voz de Will Arnett.
- 2017: El personaje recibe su propia película derivada, The Lego Batman Movie, con la voz de Arnett. Esta película tiene lugar en un universo en el que se han producido todas las películas de acción en vivo anteriores, así como algunas series animadas.
- 2019: Arnett repitió su papel de Lego Batman en The Lego Movie 2: The Second Part.

### Otro
- 2008: Batman: Gotham Knight, una colección de cortos originales con Kevin Conroy que hace la voz de a Batman.

## Recepción

### Respuesta crítica y pública.
| Película | Rotten Tomatoes                                    | Metacritic      | CinemaScore |
| --- | -------------------------------------------------- | --------------- | ----------- |
| Batman (1966)                                                                                                 | 78% (6.2 / 10 valoración promedio) (32 revisiones) |                 |             |
| Batman (1989)                                                                                                 | 71% (6.6 / 10 valoración promedio) (72 reseñas)    | 69 (21 reseñas) | A           |
| Batman Regresa                                                                                                | 78% (6.7 / 10 valoración promedio) (77 reseñas)    | 68 (23 reseñas) | B           |
| Batman: la máscara del fantasma                                                                               | 83% (6.8 / 10 valoración promedio) (30 reseñas)    |                 |             |
| Batman Eternamente                                                                                            | 39% (5.2 / 10 valoración promedio) (64 revisiones) | 51 (23 reseñas) | A−          |
| Batman & Robin                                                                                                | 11% (3.7 / 10 valoración promedio) (88 reseñas)    | 28 (21 reseñas) | C +         |
| Batman Begins                                                                                                 | 84% (7.7 / 10 valoración promedio) (273 reseñas)   | 70 (41 reseñas) | A           |
| The Dark Knight                                                                                               | 94% (8.6 / 10 valoración promedio) (332 reseñas)   | 84 (39 reseñas) | A           |
| The Dark Knight Rises                                                                                         | 87% (8/10 calificación promedio) (348 reseñas)     | 78 (45 reseñas) | A           |
| Batman v Superman: Dawn of Justice                                                                            | 27% (4.9 / 10 valoración media) (386 reseñas)      | 44 (51 reseñas) | B           |
| Batman: The Killing Joke                                                                                      | 43% (5.7 / 10 valoración promedio) (37 reseñas)    |                 |             |
| The Lego Batman Movie                                                                                         | 90% (7.5 / 10 valoración promedio) (280 reseñas)   | 75 (48 reseñas) | A−          |
| Liga de la Justicia                                                                                           | 40% (5.3 / 10 valoración media) (322 reseñas)      | 45 (52 reseñas) | B +         |
| Indicador de lista (s) - Una celda gris oscuro indica que la información no está disponible para la película. |                                                    |                 |             |

### Premios de la Academia
| Premio               | Películas Burton / Schumacher | Películas Burton / Schumacher | Películas Burton / Schumacher | Películas Burton / Schumacher | Trilogía The Dark Knight | Trilogía The Dark Knight | Trilogía The Dark Knight | Universo extendido de DC           | Universo extendido de DC |
| Premio               | Batman                        | Batman Regresa                | Batman Eternamente            | Batman & Robin                | Batman Begins            | The Dark Knight          | The Dark Knight Rises    | Batman v Superman: Dawn of Justice | Liga de la Justicia      |
| -------------------- | ----------------------------- | ----------------------------- | ----------------------------- | ----------------------------- | ------------------------ | ------------------------ | ------------------------ | ---------------------------------- | ------------------------ |
| Cinematografía       |                               |                               | Nominado                      |                               | Nominado                 | Nominado                 |                          |                                    |                          |
| Edición de película  |                               |                               |                               |                               |                          | Nominado                 |                          |                                    |                          |
| Maquillaje           |                               | Nominado                      |                               |                               |                          | Nominado                 |                          |                                    |                          |
| Diseño de producción | Ganador                       |                               |                               |                               |                          | Nominado                 |                          |                                    |                          |
| Edición de sonido    |                               |                               | Nominado                      |                               |                          | Ganador                  |                          |                                    |                          |
| Mezcla de sonido     |                               |                               | Nominado                      |                               |                          | Nominado                 |                          |                                    |                          |
| Actor secundario     |                               |                               |                               |                               |                          | Ganador (Heath Ledger)   |                          |                                    |                          |
| Efectos visuales     |                               | Nominado                      |                               |                               |                          | Nominado                 |                          |                                    |                          |

### Premios de la Academia Británica de Cine
| Premio               | Películas Burton / Schumacher | Películas Burton / Schumacher | Películas Burton / Schumacher | Películas Burton / Schumacher | Trilogía The Dark Knight | Trilogía The Dark Knight | Trilogía The Dark Knight | Universo extendido de DC           | Universo extendido de DC |
| Premio               | Batman                        | Batman Regresa                | Batman Eternamente            | Batman & Robin                | Batman Begins            | The Dark Knight          | The Dark Knight Rises    | Batman v Superman: Dawn of Justice | Liga de la Justicia      |
| -------------------- | ----------------------------- | ----------------------------- | ----------------------------- | ----------------------------- | ------------------------ | ------------------------ | ------------------------ | ---------------------------------- | ------------------------ |
| Cinematografía       |                               |                               |                               |                               |                          | Nominado                 |                          |                                    |                          |
| Diseño de vestuario  | Nominado                      |                               |                               |                               |                          | Nominado                 |                          |                                    |                          |
| Edición de película  |                               |                               |                               |                               |                          | Nominado                 |                          |                                    |                          |
| Maquillaje y cabello | Nominado                      | Nominado                      |                               |                               |                          | Nominado                 |                          |                                    |                          |
| Música               |                               |                               |                               |                               |                          | Nominado                 |                          |                                    |                          |
| Diseño de producción | Nominado                      |                               |                               |                               | Nominado                 | Nominado                 |                          |                                    |                          |
| Sonar                | Nominado                      |                               |                               |                               | Nominado                 | Nominado                 |                          |                                    |                          |
| Actor secundario     | Nominado (Jack Nicholson)     |                               |                               |                               |                          | Ganador (Heath Ledger)   |                          |                                    |                          |
| Efectos visuales     | Nominado                      | Nominado                      |                               |                               | Nominado                 | Nominado                 | Nominado                 |                                    |                          |